# Farbror Blå (musikgrupp)
Farbror Blå var ett svenskt popband från Södertälje. De var aktiva under början av 1990-talet och bandets låtar skrevs av Peter Kvint. 
Gruppen bildades ur coverbandet Dogberry Blues Band, och fick snart skivkontrakt med CBS.
De gav ut albumet Utan filter under 1991 och under 1992 kom andra albumet Farbror blå, där gruppens största hit "Du är min drog" fanns med.
Efter den framgångsrika singeln splittrades gruppen på grund av inre meningsskiljaktigheter.

## Medlemmar
- Peter Kvint – gitarr
- Andreas Nilsson – sång
- Thomas Adolfsson – klaviatur
- Ulf Carlsson (nu Eliasson) – gitarr
- Måns Eriksson – trummor
- Göran Hovmark – bas[2]

## Diskografi
- 1991 – Utan filter
- 1992 – Farbror blå